# 蘭喬雷東多區
蘭喬雷東多區（西班牙語：Rancho Redondo），是哥斯達黎加的一個區，位於該國中部聖何塞省，面積12.52平方公里，海拔高度2,048米，2011年人口2,537，人口密度每平方公里202.64人。